# Musée Anahuacalli
Le musée Anahuacalli (Museo Anahuacalli en nahuatl : maison de l'Anahuac, c'est-à-dire de la vallée de Mexico) est un musée d'art préhispanique situé à Coyoacán, au sud de Mexico.

## Histoire
Il a été conçu par le peintre Diego Rivera pour abriter sa collection d'art préhispanique, une des plus grandes du Mexique. Après avoir acheté un terrain situé sur une coulée de lave connue sous le nom de Pedregal, il entreprit la construction en 1942. À la mort de Rivera en 1957, le bâtiment n'était pas achevé. L'architecte Juan O'Gorman et Ruth Rivera, la fille du peintre, en poursuivirent la construction. Les travaux se terminèrent en 1963 et le musée fut inauguré le 18 septembre 1964.

## Bâtiment
Il appartient au courant « néoindigéniste ». Conçu comme un hommage aux cultures autochtones, il a la forme d'un temple pyramidal mésoaméricain. Un de ses traits typiques est l'usage du talud-tablero. Construit en pierres volcaniques noires, il s'intégrait au paysage du Pedregal.

## Collections
Les collections comptent près de 60 000 objets précolombiens rassemblés par Rivera. Seule une partie est exposée. Dans un essai publié en 2008, l'archéologue Felipe Solís s'est fait l'écho des doutes sur l'authenticité d'une partie de la collection

## Adresse
Calle Museo No. 150, Colonia San Pablo Tepetlapa, Delegación Coyoacán.